# Atomfłot
Atomfłot (ros. ФГУП «Атомфлот») – rosyjska spółka, która utrzymuje rosyjską flotę lodołamaczy.
Flota ta zarządzana przez Atomfłot została stworzona specjalnie z myślą o realizowaniu rosyjskich celów w zakresie transportu morskiego na Północnej Drodze Morskiej – stanowiącej skrót pomiędzy Europą i Azją w regionie arktycznym. Północna Droga Morska daje Rosji nową strategiczną okazję do odblokowania i monetyzacji ogromnych rosyjskich zasobów ropy naftowej i gazu w Arktyce.
W związku z przeniesieniem eksportu ropy naftowej i gazu z Europy do Azji w wyniku rosyjskiej wojny przeciwko Ukrainie i powiązanych z tym sankcji nałożonych przez kraje zachodnie rosyjska flota lodołamaczy ma kluczowe znaczenie dla rosyjskiej strategii w zakresie węglowodorów. Aby eskortować zbiornikowce do transportu gazu i ropy naftowej podczas znacznie dłuższych i bardziej wymagających rejsów z Półwyspu Jamalskiego i Półwyspu Gydańskiego do Azji, w porównaniu z o wiele krótszymi i mniej pokrytymi lodem szlakami do Europy, Rosja polegać będzie na flocie nuklearnych lodołamaczy Atomfłotu.
Decyzją z dnia 25 lutego 2023 r. Rada Unii Europejskiej nałożyła na Atomfłot sankcje w związku z wojną rosyjsko-ukraińską.